# Мечеть Сіді-Саїд

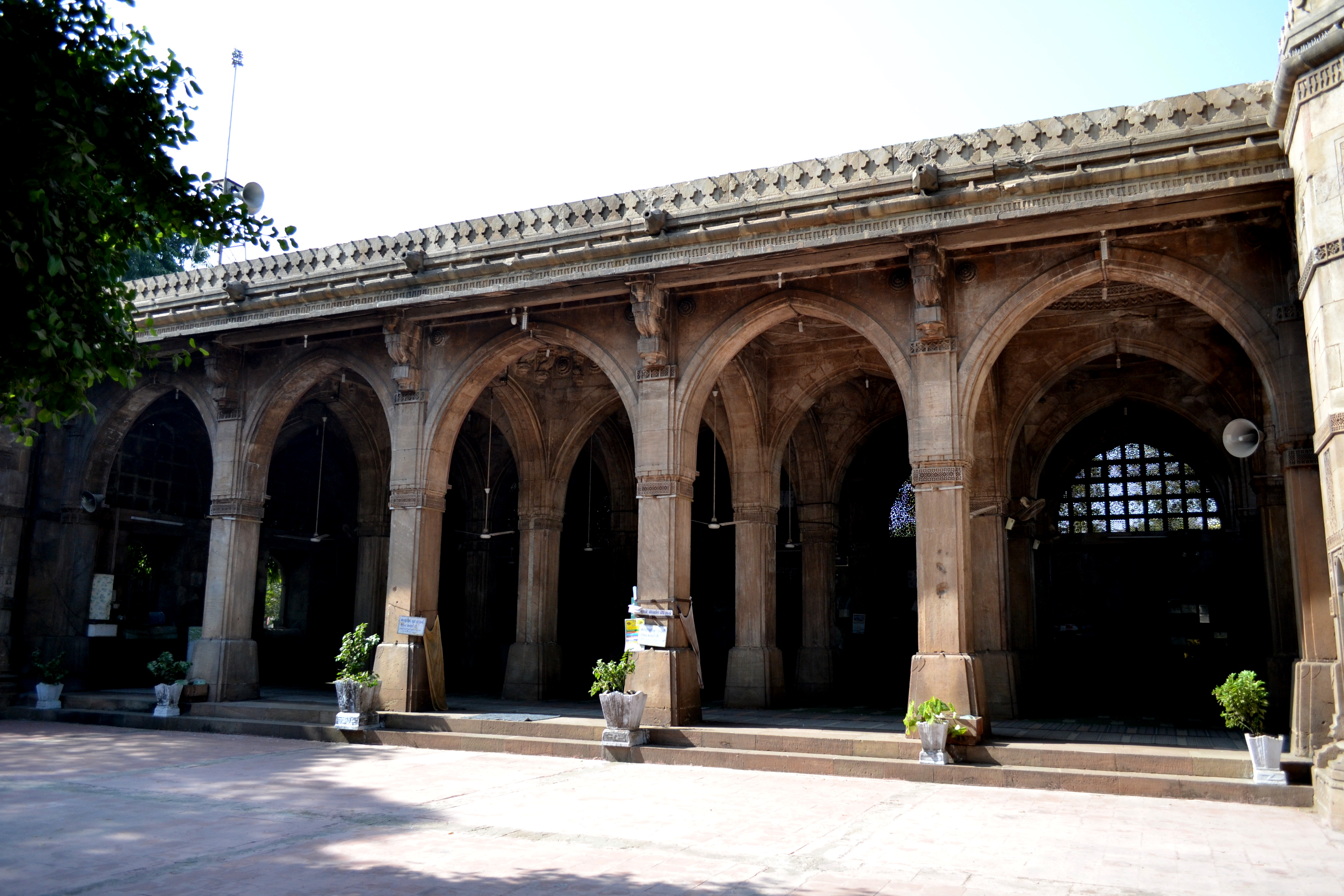
Аркада

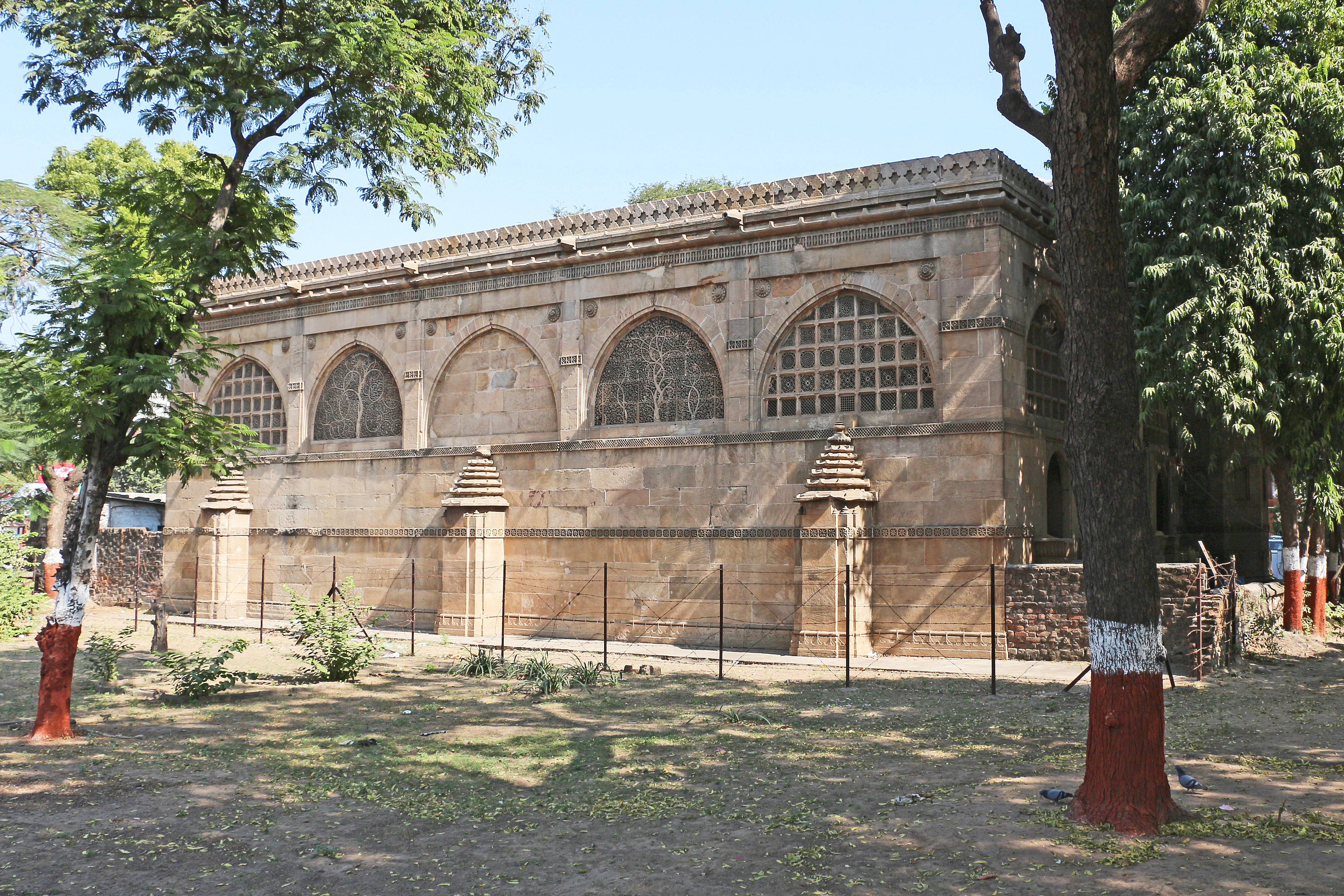
Задня стіна

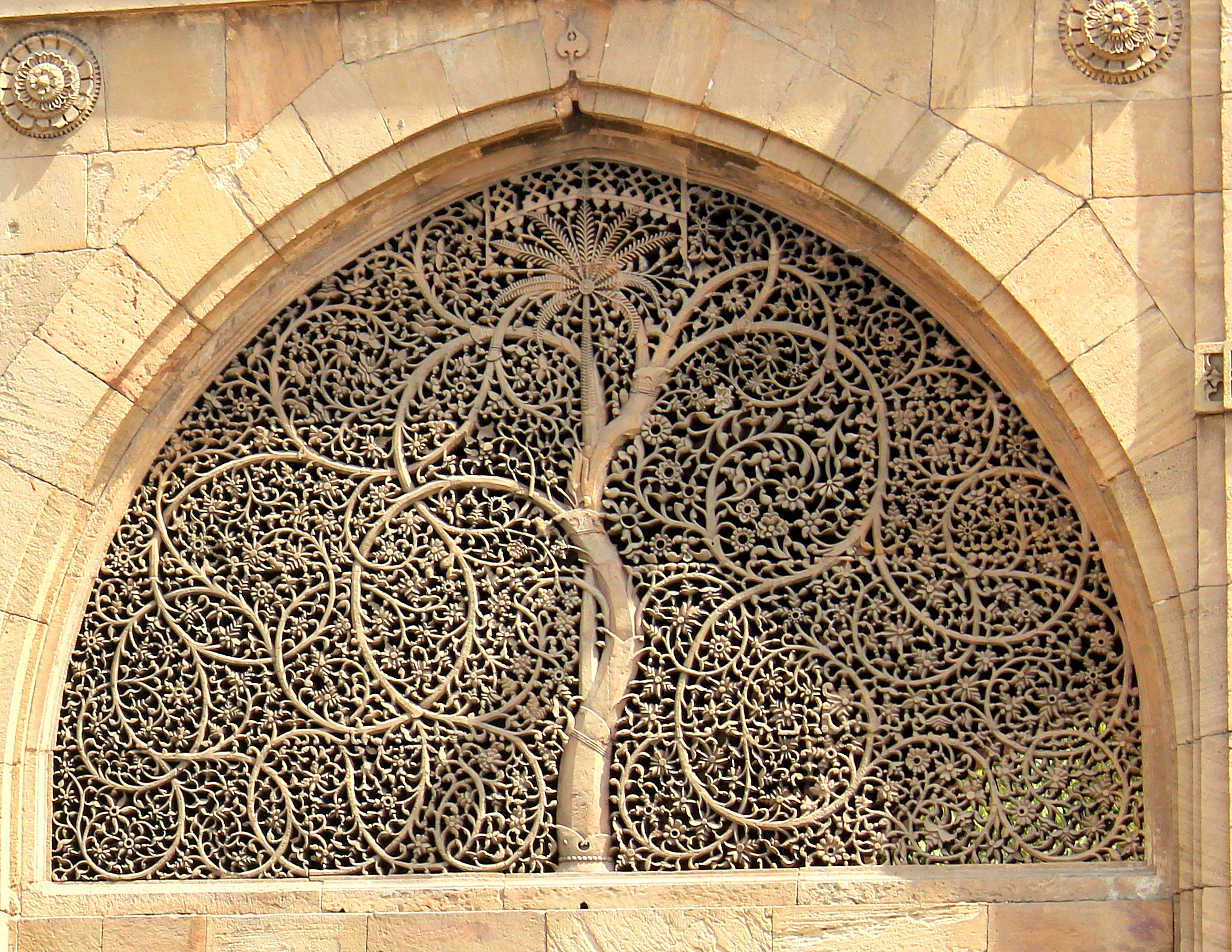
Ажурні джалі вікон

Мечеть Сіді-Саїд (гудж. સિદૂી સૈયદ ની જાળી) — мечеть в Ахмадабаді, побудована в 1573 Сіді Саїдом, абіссінцем зі свити Білал Джхаджар Хана — генерала в армії Музаффара Шаха III — останнього султана Гуджарата.
Збудована у вигляді простої лоджії з аркадою. На задній та бічних стінах мечеті розташовано десять напівкруглих вікон з найтоншими різьбленими ажурними ґратами. Візерунок на ґратах виконаний у вигляді рослинних мотивів. Над їх виготовленням протягом шести років працювало близько 45 майстрів, крім підмайстрів. Задню стіну мечеті із зовнішнього боку прикрашають кам'яні тумби із геометричними візерунками.
Ділянка стіни за центральною аркою мечеті не має вікна. Згідно з коментарем історика Генрі Джорджа Бріггса, який відвідав місто в 1947, вона була заштукатурена, що призвело до появи версії ніби центральні ґрати були видалені зі свого місця і перевезені до Англії наприкінці XIX століття. Однак згідно з записами Музею Вікторії та Альберта в Лондоні, в 1883 ними придбано дерев'яну копію ґрат у натуральну величину, яка була знищена у 1949. У Британському музеї також виставлялися копії з гіпсу. За іншою версією ґрат у центральному вікні та вікнах північної сторони відсутні так, як мечеть не була добудована через анексію Гуджаратського султанату Імперією Великих Моголів.